# Cantone di Gâtinais en Bourgogne
Il Cantone di Gâtinais en Bourgogne è una divisione amministrativa dell'Arrondissement di Sens.
È stato istituito a seguito della riforma dei cantoni del 2014, che è entrata in vigore con le elezioni dipartimentali del 2015.

## Composizione
Comprende i comuni di:
- La Belliole
- Brannay
- Chéroy
- Collemiers
- Cornant
- Courtoin
- Dollot
- Domats
- Égriselles-le-Bocage
- Fouchères
- Jouy
- Lixy
- Montacher-Villegardin
- Nailly
- Saint-Agnan
- Saint-Valérien
- Savigny-sur-Clairis
- Subligny
- Vallery
- Vernoy
- Villebougis
- Villeneuve-la-Dondagre
- Villeroy
- Villethierry